# 호놀룰루 마라톤
호놀룰루 마라톤(Honolulu Marathon)은 하와이, 호놀룰루에서 매년 12월에 열리는 마라톤 대회이다. 1973년에 처음 시작되었다.